# Göran Zachrisson
Göran Zachrisson, född 14 maj 1938 i Stockholm, död 11 augusti 2021 i Djursholm i Danderyds distrikt i Stockholms län, var en svensk golfjournalist och TV-kommentator. Han var känd för sin speciella berättarteknik.
Zachrisson var chefredaktör på tidningen Svensk golf åren 1964–1967 och frilansade 1962-1992 på SVT, där han var sysselsatt med golf, segling, skidåkning och intervjuer. Han medverkade vid SVT:s bevakning vid alla OS mellan 1972 och 1992. Från 1966 kommenterade han The Open Championship och många andra golftävlingar i TV. Från början av 1990-talet fram till 2019 frilansade han som golf- och seglingskommentator på Viasat Sport.
Han var dessutom golfskribent i många tidningar, förutom i Svensk Golf också i Golf-Store Magazine och Golf Digest. Han hade personlig kontakt med de stora golfspelarna av sin tid såsom Sam Snead, Jack Nicklaus, Arnold Palmer och Seve Ballesteros. Han hade väldigt många resdagar i hela världen i arbetet och utövade sporterna själv aktivt, vilket bidrog till hans insiktsfulla berättarstil. Han har även skrivit en bok om långfärdsskridskor och arbetade i unga år som fotomodell. I mars 2012 intervjuade Göran Zachrisson den svenske lagkaptenen Zlatan Ibrahimović. Intervjun som fick namnet Zlatan Exklusivt sågs av över två miljoner svenska tv-tittare.
Zachrisson var medlem i Djursholms GK där han var bankommitténs ordförande och sedan 1992 var han medlem i Royal and Ancient Golf Club of St Andrews, världens mest ansedda golfklubb. Zachrisson var även medlem i Sand GC, Stockholms GK, Svartinge GK, Royal Liverpool GC och Charlton G&CC.
Zachrisson sommarpratade 18 juli 2007. Kollegan Jens Lind gjorde 2020 en dokumentär om Zachrisson för SVT; Göran Zachrisson – porträttet.

## Familj
Hustrun Gunilla Zachrisson avled 2012 och sonen Jonas Zachrisson, som spelade i det svenska synthpopbandet NASA, avled 2019. Zachrisson är tillsammans med hustrun och sonen begravda på Djursholms begravningsplats. Zachrisson har ytterligare en son, född 1963.

## Utmärkelser
- Guldklubban, 1979[11]
- PGA:s väggplakett, 1994[12]